# Георг Менцер
Георг Менцер (4 травня 1897, Рига — 13 жовтня 1989, Гаутінг) — німецький кристалограф і мінералог.

## Біографія
Георг Менцер був сином майстра-електрика Генріха Менцера (1875—1942) і його дружини Аделі Рейнольт (1876—1952). Оскільки його вислали з Риги в 1918 році за нібито державну зраду, він зміг закінчити середню школу в Штеттіні лише в 1920 році. Після вивчення фізики, хімії та мінералогії Менцер був призначений головою Німецького інституту дослідження дорогоцінних каменів Берлінського університету в 1927 році. У 1930 році тут отримав ступінь доктора. Через рік він габілітований. Менцер став науковим співробітником у Фізичному інституті кайзера Вільгельма під керівництвом Макса фон Лауе і в 1940 році був призначений доцентом.
У 1947 році Менцер відправився в Тюбінген, через два роки він став професором кристалографії та мінералогії у Мюнхенському університеті. Одночасно він став там директором Мінералогічної державної колекції. У 1963 році вийшов на пенсію.
Найважливішою науковою роботою Менцера є структурний аналіз гранату та еулітину. З 1940 по 1945 і з 1954 по 1977 був співредактором журналу з кристалографії. У 1959 році Менцер став членом Баварської академії наук.
На честь Георга Менцера названо мінерал Менцерит-(Y) структурної групи гранату.